# Умаджі

Ума́джі (яп. 馬路村, うまじむら, МФА: [umad͡ʑi muɾa]?) — село в Японії, в повіті Акі префектури Коті.   Площа становить 165,52 км². Станом на 1 липня 2012 року населення складало 950  осіб, густота населення — 5,74 осіб/км².   

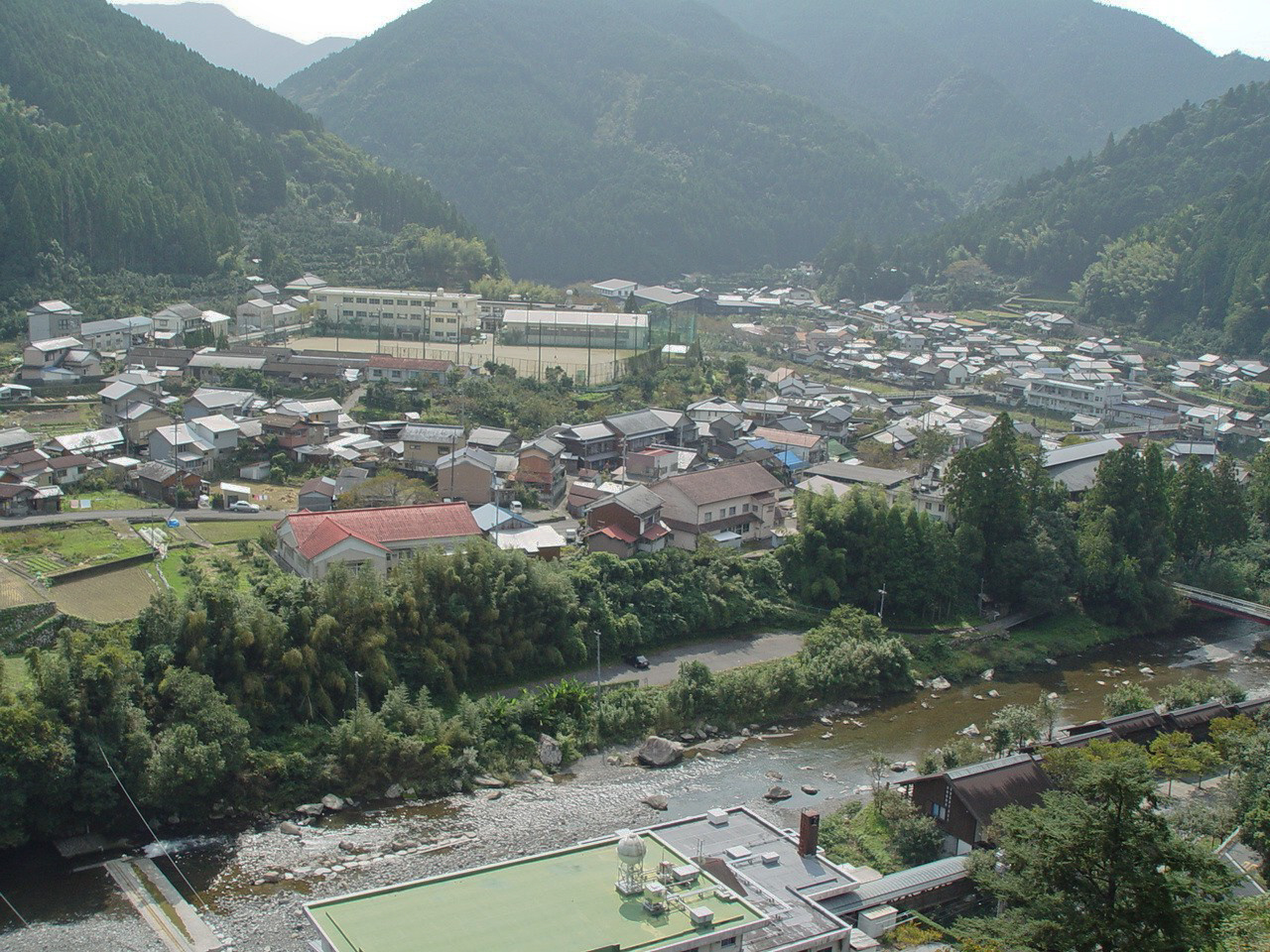
Вид на Умаджі
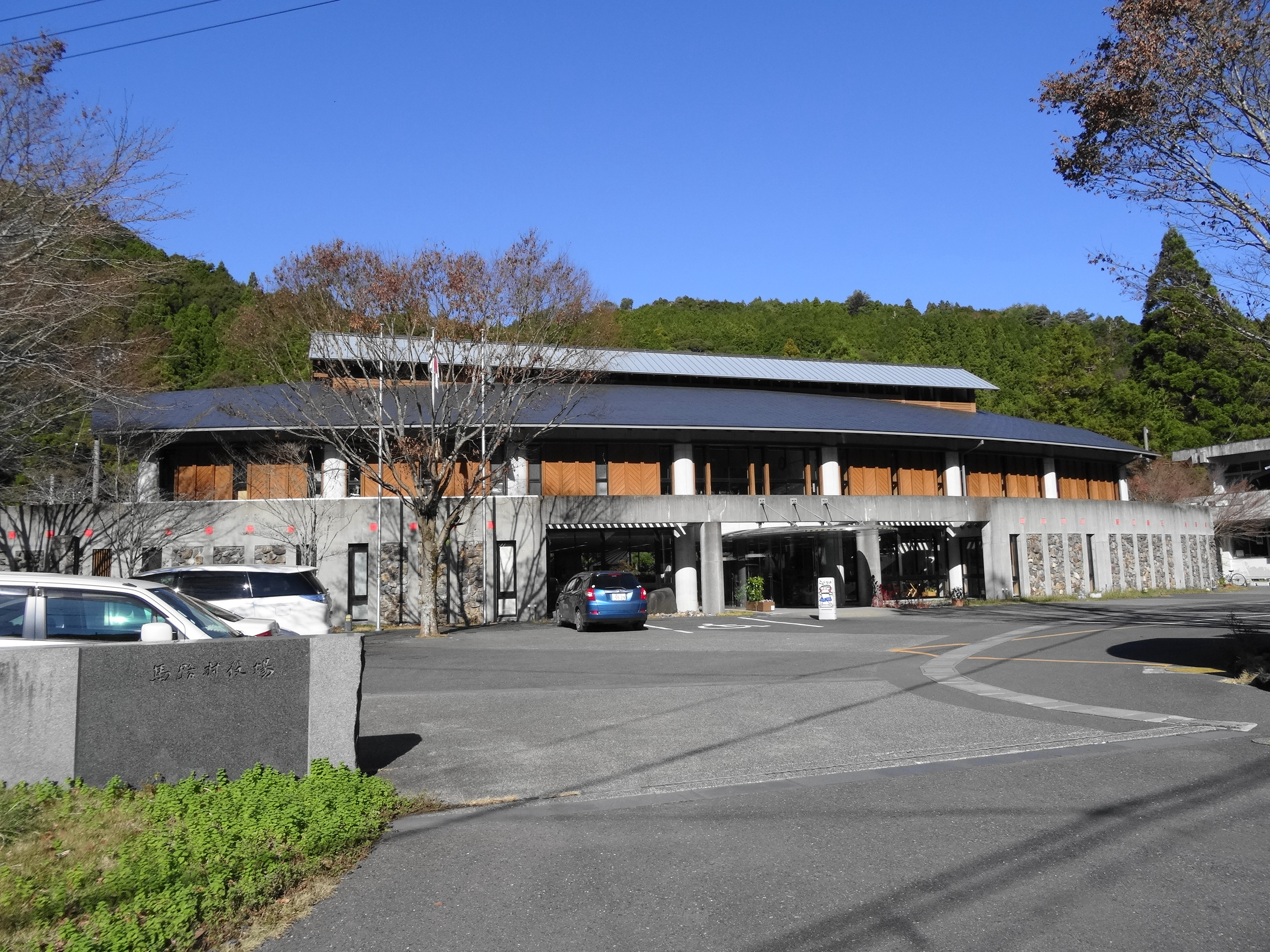
Муніципалітет Умаджі